# 프랜시스 보몬트

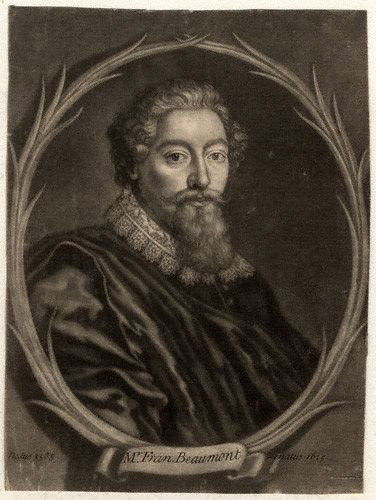
프랜시스 보몬트

프랜시스 보몬트(Francis Beaumont, 1584년 ~ 1616년 3월 6일)는 잉글랜드의 극작가로, 존 플레처와의 합작품이 많다.